# Copa Mundial de Béisbol Sub-15 de 2018
La Copa Mundial de Béisbol Sub-15 de 2018 fue la cuarta edición del torneo de béisbol internacional para jóvenes entre 14 y 15 años, organizado por la Confederación Mundial de Béisbol y Sóftbol, conocido antes como Campeonato Mundial Juvenil.

## Sedes
WBSC adjudica Derechos de Organización de la Copa Mundial de Béisbol Sub-15 2018 a Panamá.

## Participantes
Los siguientes 12 equipos calificaron para el torneo, según la distribución de cupos:
| Competición                                       | Fecha               | Sede                | Plazas | Clasificados                                    |
| ------------------------------------------------- | ------------------- | ------------------- | ------ | ----------------------------------------------- |
| País anfitrión                                    |                     | Ciudad de Panamá    | 1      | Panamá                                          |
| Campeonato Europeo de Béisbol Sub-15 de 2017      | 17 al 23 de julio   | Wiener Neustadt     | 2      | Alemania Países Bajos                           |
| Campeonato Panamericano de Béisbol Sub-15 de 2017 | 11 al 19 de agosto  | Cartagena de Indias | 4      | Cuba Estados Unidos República Dominicana Brasil |
| Campeonato Asiático de Béisbol Sub-15 de 2017     | 1 al 5 de noviembre | Península Izu       | 2      | Japón China Taipéi                              |
| Campeonato de Oceanía de Béisbol Sub-15 de 2018   | 18 al 21 de enero   | Auckland            | 1      | Australia                                       |
| Cupo África                                       |                     | Minna               | 1      | Sudáfrica                                       |
| Invitación por ranking                            |                     | Lausana             | 1      | China                                           |
| TOTAL                                             |                     |                     | 12     |                                                 |

## Sistema de competición
El torneo contará con tres fases divididas de la siguiente manera:
- Primera ronda: Los doce participantes son divididos en dos grupos de 6 equipos cada uno, clasificando a la súper ronda los tres primeros de cada grupo, mientras que los tres últimos de cada grupo disputaron una ronda de consolidación para definir su posición en el torneo.

- Ronda de consolación: Los tres equipos eliminados del grupo 1 de la primera fase se enfrentaron contra cada uno de los tres equipos eliminados del grupo 2, sumándose así los 3 juegos de cada equipo en esta ronda y los dos juegos en la primera ronda contra los otros dos equipos eliminados de su mismo grupo, para definir su posición en el torneo del puesto 7° al 12°.

- Súper ronda: Los tres equipos clasificados del grupo 1 de la primera fase se enfrentaron contra cada uno de los tres equipos clasificados del grupo 2, sumándose así los 3 juegos de cada equipo en esta ronda y los dos juegos en la primera ronda contra los otros dos equipos clasificados de su mismo grupo, para definir su posición en el torneo del 5° al 6°

- Finales: El equipo que finalizó en el 1° lugar de la Súper Ronda se enfrentó ante el equipo del 2° lugar por la medalla de oro y plata, mientras el 3° y 4° lugar se enfrentaron por la medalla de bronce.

## Ronda de apertura
Disputada del 10 al 14 en cinco jornadas.

### Grupo A
| Equipo         | G | P | Av    | Dif |
| -------------- | - | - | ----- | --- |
| Estados Unidos | 4 | 1 | 0.800 | -   |
| Panamá         | 4 | 1 | 0.800 | -   |
| China Taipéi   | 4 | 1 | 0.800 | -   |
| Brasil         | 2 | 3 | 0.400 | 2   |
| China          | 1 | 5 | 0.200 | 3   |
| Alemania       | 0 | 6 | 0.000 | 4   |

     – Clasificados a la Súper Ronda.

     – Juegan la Ronda de Consolación.

### Grupo B
| Equipo               | G | P | Av    | Dif |
| -------------------- | - | - | ----- | --- |
| Cuba                 | 5 | 0 | 1.000 | -   |
| Japón                | 4 | 1 | 0.800 | 1   |
| República Dominicana | 3 | 2 | 0.600 | 2   |
| Países Bajos         | 2 | 3 | 0.400 | 3   |
| Australia            | 1 | 4 | 0.200 | 4   |
| Sudáfrica            | 0 | 5 | 0.000 | 5   |

     – Clasificados a la Súper Ronda.

     – Juegan la Ronda de Consolación.

## Ronda de consolación
Disputada entre el 16 y el 18 por los equipos que no clasificaron a la súper ronda para definir su posición en el torneo.
| Equipo       | G | P | Av    | Dif |
| ------------ | - | - | ----- | --- |
| Brasil       | 5 | 0 | 1.000 | -   |
| Países Bajos | 4 | 1 | 0.800 | 1   |
| Australia    | 3 | 2 | 0.600 | 2   |
| China        | 1 | 4 | 0.200 | 4   |
| Alemania     | 1 | 4 | 0.200 | 4   |
| Sudáfrica    | 0 | 5 | 0.000 | 5   |

| Fecha       | Juego | Hora  | Visitante | Resultado | Local        |
| ----------- | ----- | ----- | --------- | --------- | ------------ |
| 16 de julio | 32    | 10:00 | Sudáfrica | 5- 3      | China        |
| 16 de julio | 34    | 14:00 | Alemania  | 3 - 4     | Países Bajos |
| 16 de julio | 36    | 18:00 | Australia | 2 - 3     | Brasil       |
| 17 de julio | 38    | 10:00 | Alemania  | 5 - 1     | Sudáfrica    |
| 17 de julio | 40    | 14:00 | China     | 9 - 2     | Australia    |
| 17 de julio | 42    | 18:00 | Brasil    | 11 - 1    | Países Bajos |
| 18 de julio | 44    | 10:00 | Alemania  | 2 - 8     | Australia    |
| 18 de julio | 46    | 14:00 | Sudáfrica | 0 - 10    | Brasil       |
| 18 de julio | 48    | 18:00 | China     | 2 - 6     | Países Bajos |

## Súper ronda
Se disputó del 16 al 18 de agosto de 2018 por los tres primeros equipos de cada grupo de la primera ronda.
| Equipo               | G | P | Av    | Dif |
| -------------------- | - | - | ----- | --- |
| Estados Unidos       | 4 | 1 | 0.800 | -   |
| Panamá               | 4 | 1 | 0.800 | -   |
| Japón                | 2 | 3 | 0.400 | 2   |
| China Taipéi         | 2 | 3 | 0.400 | 2   |
| Cuba                 | 2 | 3 | 0.400 | 2   |
| República Dominicana | 1 | 4 | 0.200 | 3   |

     – Juegan por el título mundial sub-15.

     – Juegan por el tercer puesto.
| Fecha       | Juego | Hora  | Visitante            | Resultado | Local                |
| ----------- | ----- | ----- | -------------------- | --------- | -------------------- |
| 16 de julio | 31    | 10:00 | China Taipéi         | 2 - 5     | Japón                |
| 16 de julio | 33    | 14:00 | República Dominicana | 7 - 13    | Estados Unidos       |
| 16 de julio | 35    | 18:00 | Panamá               | 4 - 2     | Cuba                 |
| 17 de julio | 37    | 10:00 | China Taipéi         | 3 - 4     | República Dominicana |
| 17 de julio | 39    | 14:00 | Estados Unidos       | 10 - 0    | Cuba                 |
| 17 de julio | 41    | 18:00 | Japón                | 3 - 7     | Panamá               |
| 18 de julio | 43    | 10:00 | China Taipéi         | 8 - 5     | Cuba                 |
| 18 de julio | 45    | 14:00 | Japón                | 2 - 8     | Estados Unidos       |
| 18 de julio | 47    | 18:00 | República Dominicana | 2 - 3     | Panamá               |

## Tercer lugar

### China Taipéivs.Japón
Se disputó el día 18 de julio
| Equipo       | 1 | 2 | 3 | 4 | 5 | 6 | 7 | C | H  | E |
| ------------ | - | - | - | - | - | - | - | - | -- | - |
| China Taipéi | 0 | 1 | 0 | 1 | 2 | 2 | 0 | 6 | 13 | 0 |
| Japón        | 0 | 0 | 0 | 0 | 2 | 0 | 1 | 3 | 8  | 0 |

LG: Hao Yu-Lee  LP: Yuito Suzuki  SV: Ping-En Wu  

Umpires HP:  CRISTOPHER V. 1B:  BING X. 2B:  ALEJANDRO P. 3B:  RILEY B. LF:  EVERALDO M. RF:  ROY VAN DE W. 

Asistencia: 0 espectadores 

Duración: 2:20 hrs

## Final

### Panamávs.Estados Unidos
Se disputó el día 18 de julio
| Equipo         | 1 | 2 | 3 | 4 | 5 | 6 | 7 | C | H | E |
| -------------- | - | - | - | - | - | - | - | - | - | - |
| Panamá         | 0 | 0 | 0 | 1 | 0 | 0 | 0 | 1 | 4 | 3 |
| Estados Unidos | 6 | 0 | 0 | 1 | 0 | 0 | 0 | 7 | 3 | 1 |

LG: A. Painter  LP: J. Tejada  

## Posiciones finales
La tabla muestra la posición final de los equipos, y la cantidad de puntos que sumaran al ranking WBSC de béisbol masculino.
| Pos                            | Equipo               | Record | Ranking |
| ------------------------------ | -------------------- | ------ | ------- |
|                                | Estados Unidos       | 8 - 1  | 460     |
|                                | Panamá               | 7 - 2  | 367     |
|                                | China Taipéi         | 6 - 3  | 335     |
| 4°                             | Japón                | 5 - 4  | 302     |
| Eliminados en la súper ronda   |                      |        |         |
| 5°                             | Cuba                 | 5 - 3  | 269     |
| 6°                             | República Dominicana | 4 - 4  | 237     |
| Eliminados en la primera ronda |                      |        |         |
| 7°                             | Brasil               | 5 - 3  | 204     |
| 8°                             | Países Bajos         | 4 - 4  | 171     |
| 9°                             | Australia            | 3 - 5  | 138     |
| 10°                            | China                | 1 - 7  | 106     |
| 11°                            | Alemania             | 1 - 7  | 73      |
| 12°                            | Sudáfrica            | 1 - 7  | 40      |